# Battaglione Gramsci (Albania)
Il Battaglione "Antonio Gramsci" fu una formazione partigiana formata da  militari italiani del Regio Esercito e popolazione albanese che operò dall'8 ottobre 1943 fino alla liberazione dell'Albania, collaborando con l'Esercito Albanese di Liberazione Nazionale.

## Storia
Dopo l'8 settembre 1943 molti militari della 41ª Divisione fanteria "Firenze" e 53ª Divisione fanteria "Arezzo" presenti in Albania non vollero arrendersi all'esercito nazista.
L'8 ottobre 1943, in prossimità del fiume Erzen, trascinati da un leggendario fornaio di Terranuova Bracciolini, il sergente del 127º Reggimento Fanteria “Firenze” Terzilio Cardinali, Medaglia d'Oro al Valor Militare, si costituì con 170 soldati volontari il Battaglione Gramsci che si unì all'Esercito Albanese di Liberazione Nazionale.
I primi duri scontri con i tedeschi decimarono il Battaglione Gramsci ma i 40 sopravvissuti si rifugiarono nelle montagne e continuarono l'azione arruolando i soldati di due batterie del 41 artiglieria ed altri militari italiani e albanesi sbandati fino ad arrivare al 6 febbraio 1945 ad avere un organico di circa 2000 uomini. La formazione partigiana divenne una Brigata ed operò fino alla completa liberazione dell'Albania.